# Leopold Kemeter
Leopold Kemeter (11. listopadu 1808 Leopoldschlag – 26. května 1873 Leopoldschlag) byl rakouský politik německé národnosti z Horních Rakous, v 60. letech 19. století poslanec Říšské rady.

## Biografie
Byl sládkem a majitelem hospodářství v Leopoldschlagu. V době svého působení v parlamentu se uvádí jako Leopold Kemeter, sládek v Leopoldschlagu.
Počátkem 60. let se zapojil i do vysoké politiky. V zemských volbách v roce 1861 byl zvolen na Hornorakouský zemský sněm za kurii venkovských obcí, obvod Freistadt. Patřil mezi německé liberální politiky (tzv. Ústavní strana, liberálně a centralisticky orientovaná). V červenci 1866 rezignoval.
Působil také coby poslanec Říšské rady (celostátního parlamentu Rakouského císařství), kam ho delegoval Hornorakouský zemský sněm roku 1861 (Říšská rada tehdy ještě byla volena nepřímo, coby sbor delegátů zemských sněmů).
Zemřel v květnu 1873.